# Dag Stokke
Dag Stokke (1 de abril de 1967 - 27 de abril de 2011) foi um tecladista, organista de igreja e engenheiro de masterização norueguês, mais conhecido por seu trabalho com as bandas de rock TNT e Vagabond. Ele possuía um serviço de masterização online chamado OnlineMastering.
Em janeiro de 2011 Stokke descobriu que tinha câncer, do qual viria a falecer em abril do mesmo, aos 44 anos de idade. Ele deixou um filho.

## Discografia

### TNT
- Realized Fantasies (1992)
- Three Nights in Tokyo (1992)
- Firefly (1997)
- Transistor (1999)
- My Religion (2004)
- All the Way to the Sun (2005)
- Live in Madrid (2006)
- The New Territory (2007)
- Atlantis (2008)
- A Farewell to Arms (2010)

### Vagabond
- Vagabond (1994)
- A Huge Fan of Life (1995)

### Other artists
- Jorn - Starfire (2000)
- Unni Wilhelmsen - Disconnected (2001)
- Arnstein Hammershaug - Langsomme dager (2009)